# بهجة المعرفة (موسوعة)
بهجة المعرفة  موسوعة علمية مصورة مترجمة إلى اللغة العربية عن موسوعة (بالإنجليزية: The Joy of Knowledge Encyclopedia)‏، الصادرة عن دار ميتشل بيزلي (بالإنجليزية: .Mitchell Beazley Ltd)‏ سنة 1977 م. تغطي ميادين العلوم الطبيعية المعاصرة، فضلا عن ميادين العلوم الإنسانية والاجتماعية والحضارية، موزعة ضمن عشرة مجلدات بتجليد فاخر وورق مصقول، وتضم حوالي 4000 صفحة، وأكثر من عشرة آلاف صورة، وهي حصيلة جهد خمسمائة محرر ورسام طوال أربع سنوات كاملة، وجرى الاعتماد في ترجمتها على أساتذة الجامعات، كل في مجال تخصصه، بدلا من المترجمين غير المتخصصين. وأشرف على تحريرها الكاتب الفلسفي الليبي الراحل الصادق النيهوم. وكذلك د. كريم عزقول (رئيس قسم التحرير)، وفاروق البقيلي (المدير الفني).
لم تتبن بهجة المعرفة أسلوب ترتيب المواد حسب الألفباء بل حسب وحدة الموضوع، بحيث تقدم عرضا شاملا له من خلال ثلاثة زوايا: زاوية النص العام التي يهتم بشرح الموضوع وتحديد أبعاده، في حدود 750 كلمة تقريبا، وزاوية الصور التي تواكب فقرات النص بمثابة شروح أو وثائق، وزاوية التعليق على الصور، وهو نص قائم بذاته، لإضافة المزيد من المعلومات إلى النص العام وشرح تفاصيله.
تنقسم الموسوعة إلى مجموعتين: المجموعة الأولى موجهة لتغطية ميادين العلوم الطبيعية المعاصرة, ضمن خمسة مجلدات هي: العلم، الكون، الأرض، الحياة، الأداة والآلة. المجموعة الثانية تغطي ميادين العلوم الإنسانية، ضمن خمسة مجلدات أخرى، هي: هذا الإنسان، الإنسان والمجتمع، مسيرة الحضارة - ثلاثة مجلدات - منذ ما قبل التاريخ إلى القرن العشرين.